# 王鉷
王鉷（?—752年），太原郡祁县（今山西省祁县南）人，唐朝大臣，封太原县公，兼殿中监。祖父為唐朝西域名將王方翼。

## 生平
史书未记载生年。天宝年间充京和市和籴使、户口色役使。每年搜括大量财物入内库。来提供给唐玄宗挥霍，非常受信任。最初，王鉷依附楊慎矜而显贵，后和吉温陷害杨慎矜，最终楊慎矜在天宝六年（747年）被赐死。天宝九年（750年），任御史大夫，兼京兆尹，加知总监、栽接使。于是王鉷一身兼领二十余使，朝庭内外皆畏惧他的权势。天宝十一年（752年），王鉷的弟弟户部郎中王銲和邢縡谋反，王鉷被赐死，杨国忠势力开始膨胀。

## 家族
- 祖父：王方翼
- 祖母：□氏
- 父亲：王瑨
- 母亲：□氏
- 弟弟：王銲
- 妻子：□氏

## 延伸阅读
[在维基数据编辑]
 在维基文库阅读此作者作品
 《舊唐書·卷105》，出自刘昫《舊唐書》
 《新唐書·卷134》，出自《新唐書》